# Плюшкова къща
Плюшковата къща (на македонска литературна норма: Куќа на Пљушковци) е възрожденска къща в село Вевчани, Република Македония. Сградата е обявена за значимо културно наследство на Република Македония.

## История
Къщата е построена в XVIII – XIX век. В 1927 година, пред нея в двора е построена новата Пешинова къща, с която оформя архитектурен комплекс. Собственикът ѝ Ангеле Плюшкоски е бил дърводелец и съответно в къщата са запазени уникални ракли, скринове и друга дървена мебел.

## Архитектура
Къщата с е състои от приземие и етаж, като е затворена в приземието, но всички стаи и чардакът са отворени към улицата. Приземието е каменно с дървени кушаци за изравняване. Използвано е било като зимна кухня. Етажът е с дървена паянтова конструкция, изпълнена с глина и измазан с кал и слама. Етажът е еркерно издаден, подпрян с дървени косници и се е използвал през летния период. Има чардак и две помещения. Характерна е източната фасада с полузатворения чардак с дървена ограда от дъски. Северната и западната фасада на етажа също са каменни с дървени кушаци. Покривната конструкция е също дървена с керемиди върху дъсчено платно. В къщата има зазидано гърне за скриване на пари, капак за затваряне на стълбището и прозорци с плъзгащи се капази за по-бързо затваряне – все елементи за сигурност.